# 천 번의 밤을 넘어서
〈천 번의 밤을 넘어서〉(千の夜をこえて 센노요루오코에테[*])는 Aqua Timez가 2006년 11월 22일에 발매한 두 번째 싱글이다. 이 노래는 애니메이션 《블리치》의 극장판인 《블리치: Memories of Nobody》의 주제가로 사용됐다.

## 수록곡
1. 〈천 번의 밤을 넘어서〉 (千の夜をこえて)
2. 〈천 번의 밤을 넘어서 (Instrumental Mix)〉 (Instrumental Mix)

- 작사·작곡: 후토시, 편곡: Aqua Timez